# Michael Gerhardt
Michael Gerhardt (* 2. April 1948 in Erlangen) ist ein deutscher Jurist und ehemaliger Richter am Bundesverwaltungsgericht sowie des Bundesverfassungsgerichts.

## Leben

### Karriere in Verwaltung und Verwaltungsjustiz
Gerhardt wurde 1948 als Sohn eines Volkswirtes, der zuletzt dem Vorstand der Siemens AG angehörte, und einer Hausfrau geboren. Nach dem Abitur nahm er zunächst ein Chemiestudium auf, schwenkte dann aber noch zu Rechtswissenschaft um. Seine beiden Staatsexamina legte er 1972 und 1975 ab. Im Jahre 1976 promovierte er an der Universität München über Das Koalitionsgesetz: verfassungsrechtliche Überlegungen zur Neuregelung des Rechts der Gewerkschaften und der Arbeitgeberverbände zum Dr. iur.
Ein Jahr später wurde er Beamter in der Regierung von Oberbayern. Von 1978 bis 1979 war Gerhardt als wissenschaftlicher Mitarbeiter beim Bundesverwaltungsgericht tätig, von 1979 bis 1982 im Bayerischen Staatsministerium des Innern, das damals von Gerold Tandler geleitet wurde. Von 1982 bis 1984 wirkte er beim Landratsamt Freising, dann wurde er bis 1986 als wissenschaftlicher Mitarbeiter an das Bundesverfassungsgericht abgeordnet. Hier war er dem Richter Otto Seidl im ersten Senat zugeteilt. 
1986 wurde Gerhardt zum Richter am Bayerischen Verwaltungsgerichtshof in München ernannt. In der Folgezeit war er u. a. mit Verfahren zur Wiederaufbereitungsanlage Wackersdorf, zum Flughafen München und zur Bundesautobahn 99 befasst. Im Jahre 1996 erfolgte seine Berufung als Richter ans Bundesverwaltungsgericht. Dort gehörte er dem 1., 11. und 6. Revisionssenat an.

### Richter des Bundesverfassungsgerichts
Am 31. Juli 2003 trat Gerhardt die Nachfolge von Bertold Sommer als Mitglied des zweiten Senats des Bundesverfassungsgerichts an, nachdem er auf Vorschlag der SPD am 3. Juli 2003 vom Bundestag gewählt wurde. Er selbst gehört keiner Partei an. Als Berichterstatter war er vor allem für Verfahren zuständig, die das Asyl- und Aufenthaltsrecht zum Gegenstand hatten, und in späteren Jahren wurde ihm zudem das Parteien- und Wahlrecht übertragen. In dieser Funktion bereitete Gerhardt u. a. die Entscheidungen zur Gesetzgebungskompetenz für Studiengebühren, zum Bleiberecht für Ausländerkinder, zur verfassungsrechtlichen Zulässigkeit von Überhangmandaten und negativem Stimmgewicht bei Bundestagswahlen und zur 
Drei-Prozent-Hürde bei Europawahlen vor. 
Zu zwölf Entscheidungen gab er ein Sondervotum ab. Hierzu zählen die Urteile zur nachträglichen Sicherungsverwahrung, zur Juniorprofessur, zum Europäischen Haftbefehl und zur Professorenbesoldung. Auch zu dem Beschluss, das Verfahren zum OMT-Programm der Europäischen Zentralbank auszusetzen und die Fragen nach dessen Rechtmäßigkeit dem Europäischen Gerichtshof zur Vorabentscheidung vorzulegen, verfasste er eine abweichende Meinung.
Als Berichterstatter war er zunächst für das zweite NPD-Verbotsverfahren verantwortlich. Im Frühjahr 2014 beantragte er aus persönlichen Gründen seine vorzeitige Versetzung in den Ruhestand. Eigentlich wäre seine Amtszeit erst im Juli 2015 zu Ende gegangen. Er schied am 15. Juli 2014 aus dem Gericht aus. Sein Nachfolger war Ulrich Maidowski.
Gerhardt galt als liberaler Richter und unabhängiger Geist. Für ihn gehört Risikobereitschaft zur Freiheit. Dies zeigt sich etwa an seinem Sondervotum zur Sicherungsverwahrung, in dem er sich im Gegensatz zur Senatsmehrheit für die Nichtigkeit der entsprechenden Gesetze statt für ihre übergangsweise Fortgeltung aussprach.

## Privates
Gerhardt ist konfessionslos. Aus seiner ersten Ehe, die geschieden wurde, hat er zwei Kinder.

## Ehrungen und Auszeichnungen
- 2014: Großes Verdienstkreuz mit Stern und Schulterband des Verdienstordens der Bundesrepublik Deutschland